# John Jameson
John Jonah Jameson III è un personaggio dei fumetti creato da Stan Lee (testi) e Steve Ditko (disegni), pubblicata dalla Marvel Comics. Appare fin dal primo numero di The Amazing Spider-Man (1963).

## Biografia del personaggio
John Jameson è l'adorato figlio di J. Jonah Jameson, il direttore del giornale Daily Bugle. Inizialmente è un astronauta al servizio della NASA che, alla sua prima apparizione si trova vittima di un malfunzionamento della sua navetta nella manovra di atterraggio, salvo poi essere salvato dall'Uomo Ragno.
Diverso tempo dopo, John Jameson ritorna da un suo viaggio nello spazio, e si scopre di essere stato infettato da alcune spore spaziali che gli hanno causato un cambiamento fisico che lo ha reso più alto, muscoloso e forte. Il padre, ispirato dalle nuove strabilianti capacità del figlio, decide di utilizzarlo come eroe aizzandolo contro l'Uomo Ragno. Durante lo scontro finale, però, John perde le sue abilità grazie all'aiuto del tessiragnatele mascherato. Ormai libero dalle spore spaziali, John Jameson diventa comunque la vittima di Rhino, un criminale intenzionato a vendere il colonnello ai governi esteri per studiarlo. Tuttavia Spider-Man riesce a fermare l'uomo rinoceronte e a salvare ancora una volta la vita a John Jameson, che riprende il suo lavoro da astronauta.
Successivamente, durante una passeggiata lunare trova una misteriosa gemma proveniente da un'altra dimensione chiamata Other Realm. La gemma si fonde con il suo corpo e, una volta che John torna sulla Terra, essa reagisce con la luce della luna tramutandolo in un vero e proprio Uomo Lupo. Spider-Man riesce tuttavia a strappargliela dal collo e a riportarlo alla normalità. Jameson tuttavia rientra in possesso della pietra lunare grazie a Morbius il Vampiro Vivente. Da quel momento, John si trasforma in un lupo mannaro ogni volta che sorge in cielo la luna piena.

### Civil War
John Jameson successivamente entrato nello staff degli Avengers in qualità di pilota. Poco prima che scoppiasse la guerra civile tra supereroi, John si sposa poi con Jennifer Walters, alias She-Hulk. Tuttavia il loro matrimonio ebbe breve durata e finì per essere annullato dalla stessa Jennifer quando scoprì di essere stata indotta ad innamorarsi di John a causa dei poteri di Starfox.

## Poteri ed abilità
Jameson è un pilota ed astronauta esperto, addestrato nel combattimento corpo a corpo e nell'uso di una grande varietà di armi.
Come Uomo-Lupo, Jameson (che poteva trasformarsi durante la notte) possedeva forza sovrumana (poteva sollevare fino a 10 tonnellate), velocità ed agilità altrettanto sovrumane, un'estrema resistenza agli attacchi telepatici, un potente fattore rigenerante e sensi super-sviluppati. Sviluppava anche artigli e denti letali. La forza e il grado di intelligenza dell'Uomo-Lupo variavano a seconda delle fasi lunari. Non essendo un lupo mannaro classico, era immune all'effetto dell'argento.

## Altri media

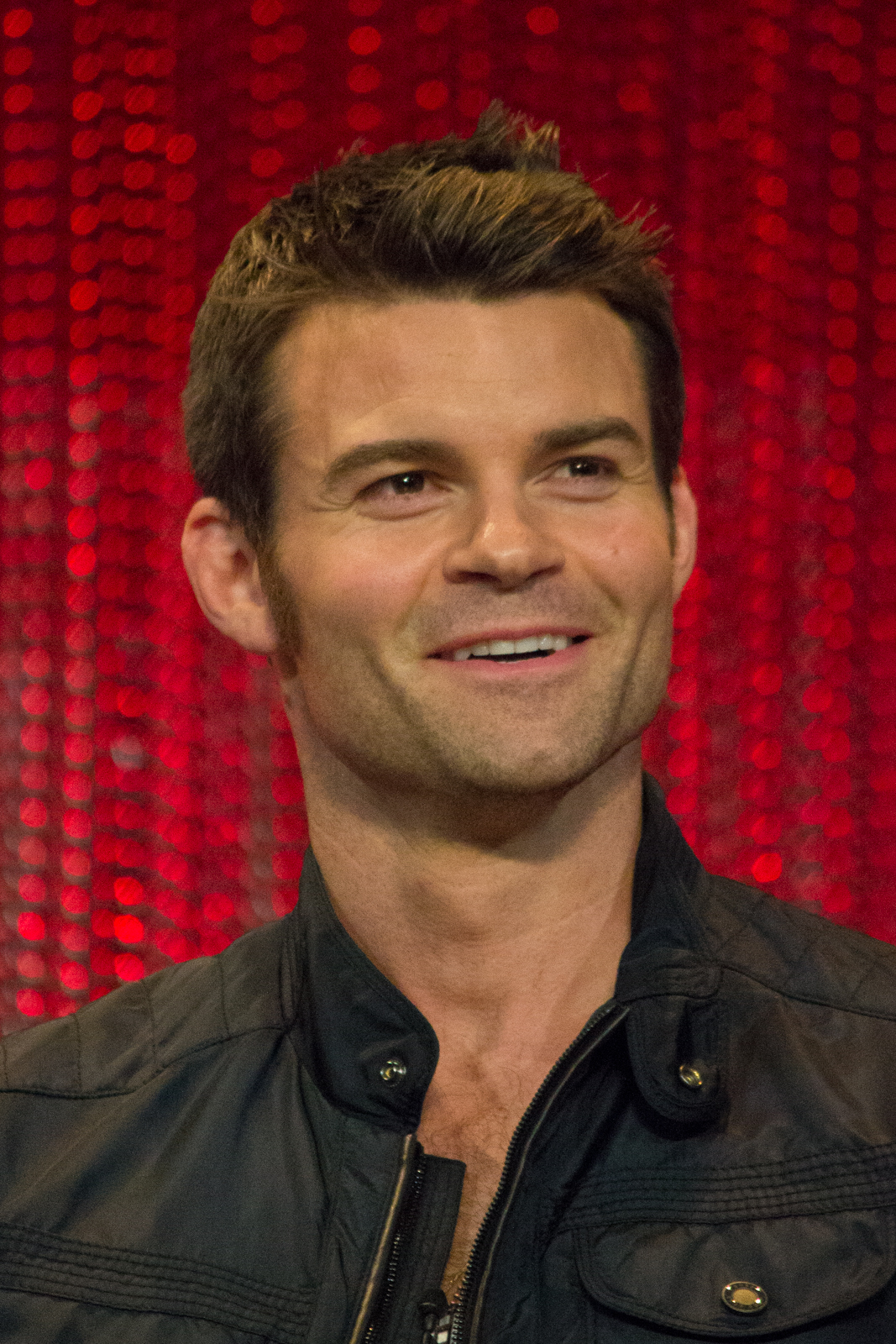
Daniel Gillies, interprete di John Jameson nel film Spider-Man 2

### Cinema
- John Jameson compare nel film Spider-Man 2 (2004) interpretato da Daniel Gillies. Questa sua versione è priva di tratti superumani ed è solo un capitano astronauta, famoso per essere stato il primo uomo a giocare a football sulla Luna. Instaura una relazione con Mary Jane Watson, la quale accetta di sposarlo. Tuttavia MJ, poco prima dell'inizio della cerimonia, scappa per andare da Peter perché capisce che è lui che ama veramente.
- Nel film del Sony's Spider-Man Universe Venom (2018), uno dei piloti che porta i simbionti sulla terra per conto della Life Fundation, è un certo Jameson. Inoltre è il primo possessore del simbionte Riot, anche sé sarà una cosa molto veloce.

### Televisione
- John Jameson compare in un ruolo secondario nella serie animata Spider-Man - L'Uomo Ragno del 1994. È lui a pilotare la navicella spaziale che porta sulla Terra il simbionte Venom.
- In Spider-Man Unlimited, John Jameson è uno dei protagonisti della serie animata, è il pilota dello shuttle che Venom e Carnage fanno schiantare sulla Contro-Terra. Lui e l'Uomo Ragno si uniscono ai ribelli in lotta contro l'Alto Evoluzionario e, in seguito, a causa di alcuni esperimenti condotti da quest'ultimo, John acquisirà la capacità di trasformarsi nell'Uomo Lupo quand'è arrabbiato.
- In The Spectacular Spider-Man John è un astronauta che acquisisce superpoteri e si fa chiamare Colonnello Jupiter. Si improvvisa supereroe, ma dà segni di squilibrio e viene fermato da Peter Parker. Anche qui è la sua navicella a portare sulla Terra il simbionte Venom.
- Il personaggio compare anche nella nuova serie animata Spider-Man.